# Nikoła Czongarow
Nikoła Czongarow (bułg. Никола Чонгаров; ur. 20 września 1989 w Płowdiwie) – bułgarski narciarz alpejski, olimpijczyk. W zawodach Pucharu Świata zadebiutował 15 listopada 2009 roku w Levi, gdzie nie zakwalifikował się do pierwszego przejazdu w slalomie. Pierwsze pucharowe punkty zdobył 22 stycznia 2012 roku w Kitzbühel, zajmując 15. miejsce w superkombinacji. Nigdy nie stanął na podium zawodów tego cyklu. W 2014 roku wystartował na igrzyskach olimpijskich w Soczi, gdzie jego najlepszym wynikiem było 23. miejsce w tej samej konkurencji. Był też między innymi siedemnasty w superkombinacji podczas mistrzostw świata w Schladming w 2013 roku.

## Osiągnięcia

### Igrzyska olimpijskie
| Miejsce | Dzień     | Rok  | Miejscowość | Konkurencja     | Czas biegu | Strata | Zwycięzca      |
| ------- | --------- | ---- | ----------- | --------------- | ---------- | ------ | -------------- |
| 38.     | 9 lutego  | 2014 | Soczi       | Zjazd           | 2:06,23    | +6,34  | Matthias Mayer |
| 23.     | 14 lutego | 2014 | Soczi       | Superkombinacja | 2:45,20    | +7,21  | Sandro Viletta |
| 24.     | 16 lutego | 2014 | Soczi       | Supergigant     | 1:18,14    | +4,45  | Kjetil Jansrud |
| DNF2    | 22 lutego | 2014 | Soczi       | Slalom          | 1:41,84    | -      | Mario Matt     |

### Mistrzostwa świata
| Miejsce | Dzień     | Rok  | Miejscowość | Konkurencja     | Czas biegu | Strata | Zwycięzca            |
| ------- | --------- | ---- | ----------- | --------------- | ---------- | ------ | -------------------- |
| DNF     | 4 lutego  | 2009 | Val d’Isère | Supergigant     | 1:19,41    | -      | Didier Cuche         |
| DSF2    | 9 lutego  | 2009 | Val d’Isère | Superkombinacja | 2:23,00    | -      | Aksel Lund Svindal   |
| 42.     | 13 lutego | 2009 | Val d’Isère | Gigant          | 2:18,82    | -      | Carlo Janka          |
| BDNF1   | 15 lutego | 2009 | Val d’Isère | Slalom          | 1:44,17    | -      | Manfred Pranger      |
| DNF     | 9 lutego  | 2011 | Ga-Pa       | Supergigant     | 1:38,31    | -      | Christof Innerhofer  |
| 39.     | 12 lutego | 2011 | Ga-Pa       | Zjazd           | 1:58,41    | +8,16  | Erik Guay            |
| 22.     | 14 lutego | 2011 | Ga-Pa       | Superkombinacja | 2:54,51    | +8,43  | Aksel Lund Svindal   |
| DNF1    | 18 lutego | 2011 | Ga-Pa       | Gigant          | 2:10,56    | -      | Ted Ligety           |
| 31.     | 20 lutego | 2011 | Ga-Pa       | Slalom          | 1:41,72    | +9,28  | Jean-Baptiste Grange |
| 38.     | 6 lutego  | 2013 | Schladming  | Supergigant     | 1:23,96    | +4,65  | Ted Ligety           |
| DNF     | 9 lutego  | 2013 | Schladming  | Zjazd           | 2:01,32    | -      | Aksel Lund Svindal   |
| 17.     | 11 lutego | 2013 | Schladming  | Superkombinacja | 2:56,96    | +7,81  | Ted Ligety           |
| 34.     | 15 lutego | 2013 | Schladming  | Gigant          | 2:34,72    | +10,36 | Ted Ligety           |
| BDNF2   | 17 lutego | 2013 | Schladming  | Slalom          | 1:51,03    | -      | Marcel Hirscher      |

### Mistrzostwa świata juniorów
| Miejsce | Dzień    | Rok  | Miejscowość            | Konkurencja | Czas biegu | Strata     | Zwycięzca               |
| ------- | -------- | ---- | ---------------------- | ----------- | ---------- | ---------- | ----------------------- |
| 63.     | 2 marca  | 2006 | Québec                 | Zjazd       | 1:27,26    | +7,19      | Christopher Beckmann    |
| 50.     | 4 marca  | 2006 | Québec                 | Supergigant | 1:11,81    | +5,73      | Michael Sablatnik       |
| DNF1    | 5 marca  | 2006 | Québec                 | Slalom      | 1:32,98    | –          | Mikkel Bjørge           |
| DNF2    | 6 marca  | 2006 | Québec                 | Gigant      | 2:20,50    | –          | Stefan Guay             |
| DNF     | 6 marca  | 2007 | Altenmarkt             | Zjazd       | 1:38,41    | -          | Beat Feuz               |
| DNF     | 8 marca  | 2007 | Altenmarkt             | Supergigant | 1:07,77    | -          | Beat Feuz               |
| 68.     | 9 marca  | 2007 | Altenmarkt             | Gigant      | 2:14,01    | +11,20     | Marcel Hirscher         |
| DNF2    | 10 marca | 2007 | Altenmarkt             | Slalom      | 1:49,45    | -          | Matic Skube             |
| 58.     | 4 marca  | 2009 | Garmisch-Partenkirchen | Zjazd       | 1:39,06    | +5,08      | Andy Plank              |
| 40.     | 4 marca  | 2009 | Garmisch-Partenkirchen | Supergigant | 1:16,64    | +5,11      | Manuel Kramer           |
| 33.     | 5 marca  | 2009 | Garmisch-Partenkirchen | Gigant      | 2:18,49    | +9,12      | Alexis Pinturault       |
| 8.      | 6 marca  | 2009 | Garmisch-Partenkirchen | Slalom      | 1:20,78    | +1,00      | Jesper Riis-Johannessen |
| 11.     | 6 marca  | 2009 | Garmisch-Partenkirchen | Kombinacja  | 58,23 pkt  | +76,84 pkt | Sepp Gerber             |

### Puchar Świata

#### Miejsca w klasyfikacji generalnej
- sezon 2009/2010: -
- sezon 2010/2011: -
- sezon 2011/2012: 109.
- sezon 2012/2013: -
- sezon 2013/2014: -

#### Miejsca na podium w zawodach
Czongarow nigdy nie stanął na podium zawodów PŚ.